# Meseta patagónica
La meseta patagónica es una unidad tectónicas y formaciones geológicas que constituye la composición geológica de la Argentina). Esta zona de la Patagonia argentina estuvo sometida a intensos movimientos de ascenso y descenso que generaron un paisaje parecido a una gran escalera de departamento. La meseta patagónica (se encuentra en el extremo sur del continente americano; Comprende las provincias de Neuquén, Río Negro, Chubut, Santa Cruz y Tierra del Fuego).
Esta región tiene una extensión alrededor de 600 000 km². Limita al norte con el río Colorado, al oeste con la cordillera de los Andes, al este con el mar Argentino y al sur con los Andes fueguinos. En geología y geografía, una meseta es una planicie situada a una altitud ostensible mayor al nivel del mar, provocada por fuerzas tectónicas o por erosión del terreno circundante.

## Relieve y formación
La meseta patagónica se formó en el precámbrico por orogenia Hurónica o Assyntica. Algunas zonas fueron formadas por antiguos macizos precámbricos y otras por el depósito de materiales de diferentes orígenes (marinos y continentales). La Patagonia mesetaria está conformada por mesetas escalonadas de oeste a este, sierras, bajos, depresiones y valles fluviales. Las mesetas patagónicas suelen estar cubiertas por mantos de basalto, producto de las erupciones volcánicas en la era cenozoica, o por rodados patagónicos: fragmentos de roca redondeados por el desgaste y transportados por las aguas del deshielo. En el ambiente de las mesetas patagónicas existen una serie de serranías de cumbres de poca altura. La importancia de estas sierras se basa en que son centros dispersos de agua y, en algunos casos, poseen importantes yacimientos minerales, como los de hierro, en Sierra Grande, o plomo, en Pailemán. Las sierras más importantes son las Patagónides, que no llegan a los 2000 metros de altura.
Los valles fueron formados por la acción erosiva de los ríos que bajan desde los Andes patagónicos, en ellos es posible el desarrollo de la actividad agrícola.
La abrupta geografía de la meseta es remontada por la ruta Nacional 3 y en el pasado por el ferrocarril central del Chubut, el ferrocarril de Comodoro Rivadavia y el ferrocarril Patagónico.

## Clima
El clima predominante es clima árido frío con poca humedad y al norte de la Patagonia encontramos el clima semiárido frío. El clima es seco y fresco, estepa y desértico, aunque moderado por la influencia de ambos océanos. Las precipitaciones son escasas y relativamente regulares, caen en forma de nieve y granizo durante el invierno (que  en el hemisferio sur se nota climatológicamente aproximadamente desde junio a septiembre). Predominan los vientos del sudoeste, fuertes y secos. Los vientos húmedos del anticiclón  del Océano Pacífico Sur descargan la humedad en la cordillera de los Andes y llegan como vientos secos a la meseta patagónica.

## Hidrografía
Los cauces de grandes ríos de la era glacial, procedentes de los Andes  forma profundos valles por los que circulan corrientes como las de los ríos  Colorado, Chubut, Deseado, Negro, Senguerr, Chico y Santa Cruz. Otros cauces están completamente secos, excepto en algunas depresiones ocupadas por lagos y pantanos. Numerosos lagos de origen glaciar  se ubican entre los Andes y las mesetas patagónicas. Predominan las cuencas endorreicas pero también hay cuencas arrecidas.

## Biomas
Los biomas que comprende incluyen, de norte a sur, las ecorregiones terrestres del monte de llanuras y mesetas (en la Patagonia norte), estepa patagónica (en la Patagonia central) y (en la Patagonia sur, en la región a ambos lados del Estrecho de Magallanes).  
Presenta arbustos bajos adaptados a los fuertes vientos provenientes del oeste y a la extrema aridez. En las áreas más bajas, presenta mallines: suelos muy húmedos y con un gran desarrollo de hierbas, ubicados a lo largo de cursos de aguas permanentes o semipermanentes, y cuencas sin salida donde se acumula el agua. Los mallinares reciben tanto aguas subterráneas como superficiales y sirven como recurso para la ganadería. La vegetación esteparia soporta bajas temperaturas, fuertes vientos y escasas precipitaciones, y se desarrolla a menudo sobre suelos cubiertos por cantos rodados.
Por su parte, en el sector norte domina el bioma  del monte de llanura, compuesto por distintas especies arbustivas que varían según la disminución de la humedad y la temperatura, aunque predominan distintas especies de jarillas, y el chañar.

## Prolongación Costera
La acción de la meseta no termina en la tierra sino que eleva la costa patagónica formando numerosos accidentes costeros como cabos, puntas, caletas, cuevas, islas, bahías y distintas playas con acantilados o arenales.

## Minería
Los hidrocarburos son el sector más importante en la minería de la zona. Se hallan importantes cuencas de hidrocarburos en el área de las mesetas, destacándose la Neuquina, la del golfo de San Jorge y la Austral. También existen explotaciones de otros minerales, como oro y plata.

## Galería de imágenes

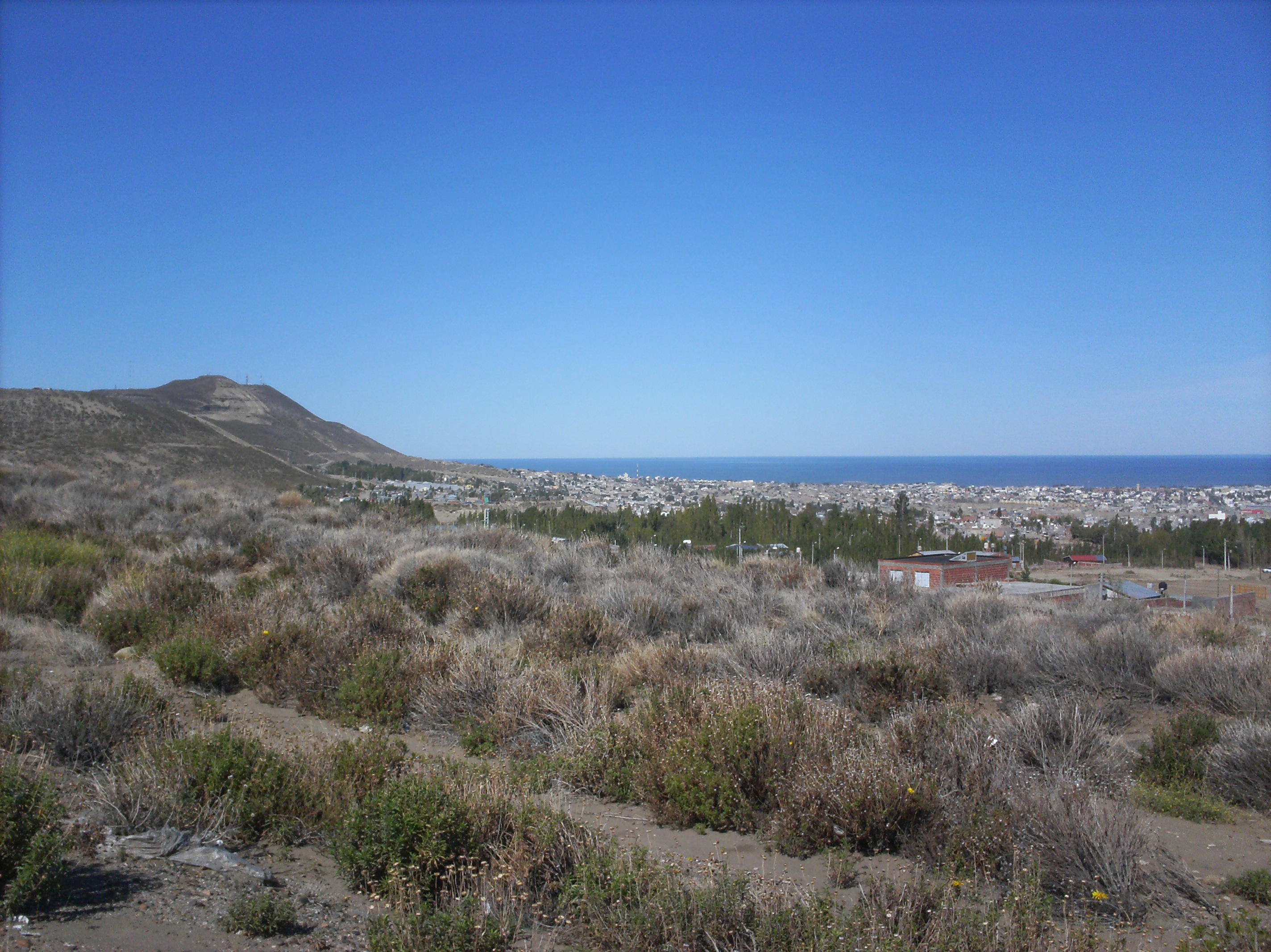
El cerro Chenque, meseta de la zona que bordea a la ciudad patagónica de Comodoro Rivadavia.
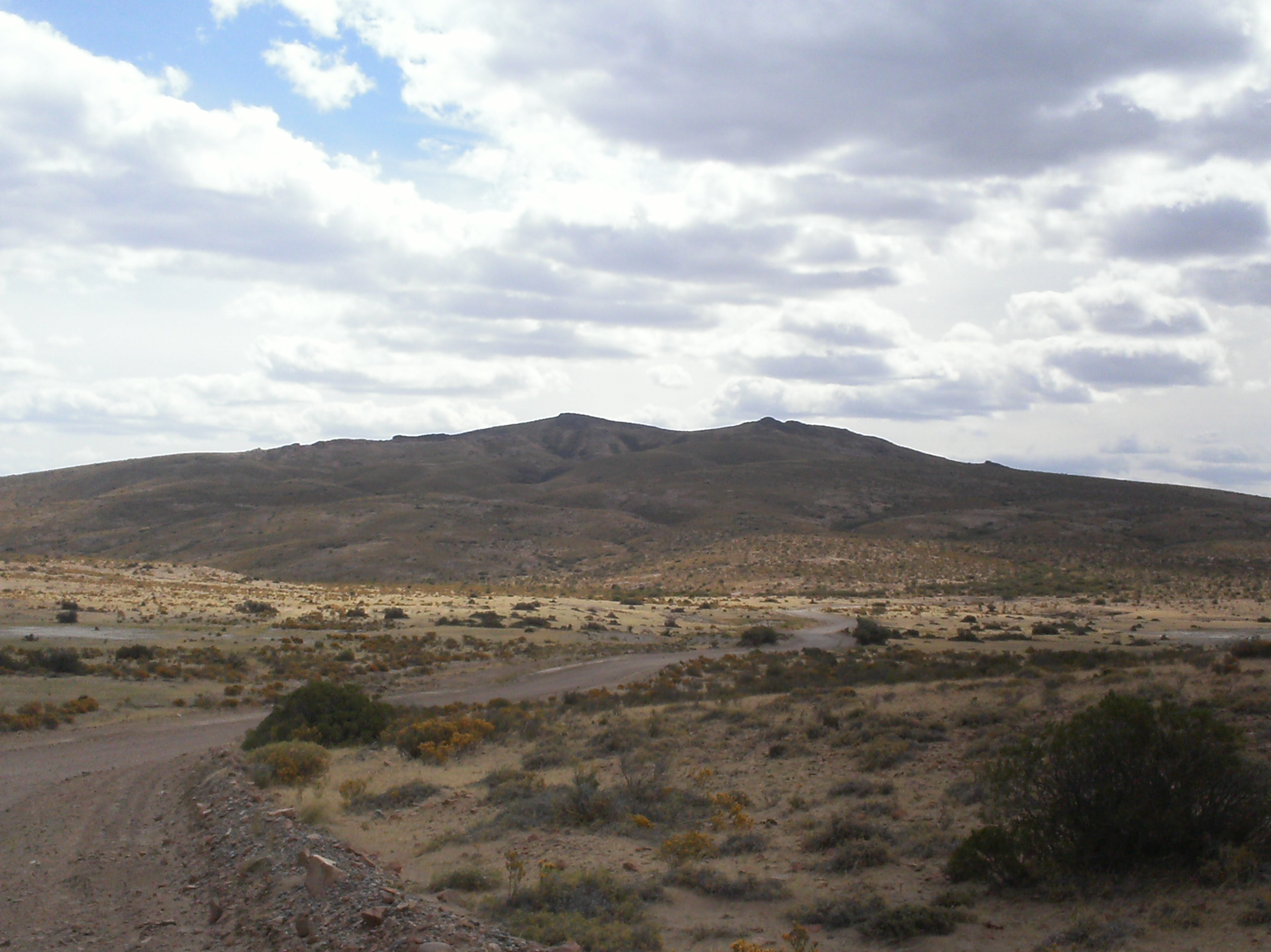
Paisaje de Chubut, entre Camarones y Trelew.
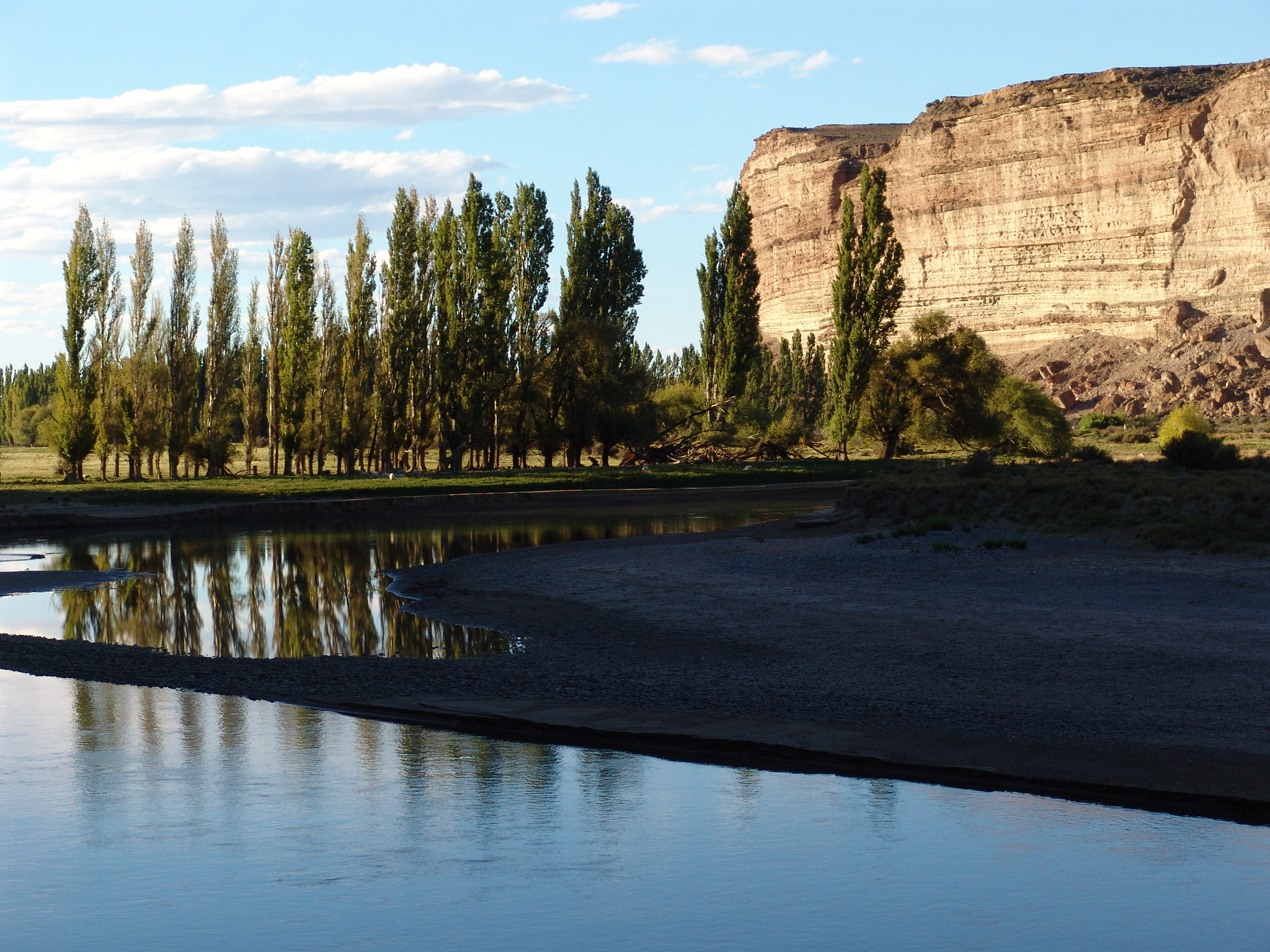
El río Chubut encajonado entre paredes rocosas en forma de altares, en Los Altares, cerca de Paso de Indios.
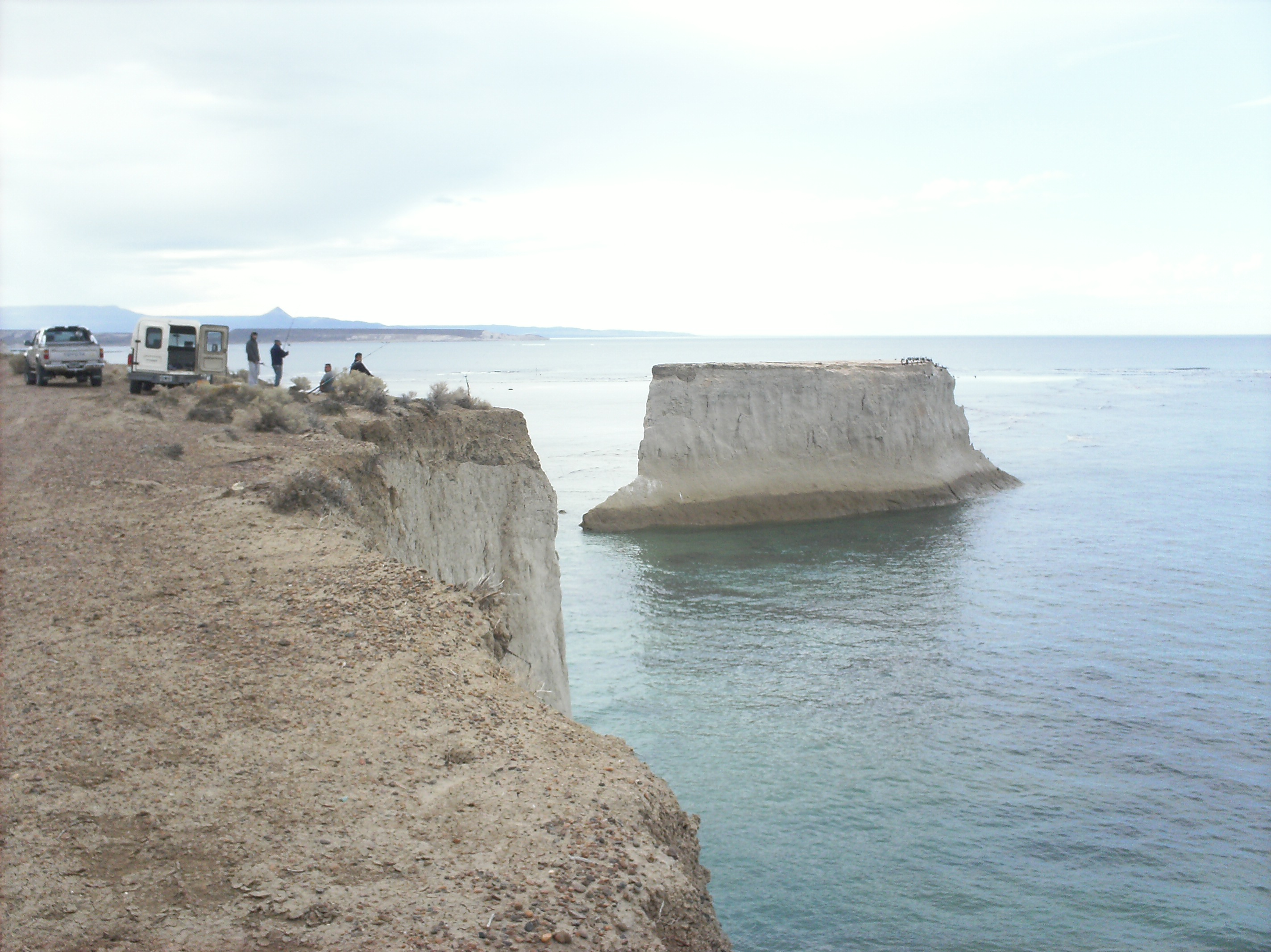
El farallón de Comodoro Rivadavia, en la costa del mar Argentino, accidente costero formado por la intensa erosión del oleaje en los acantilados.
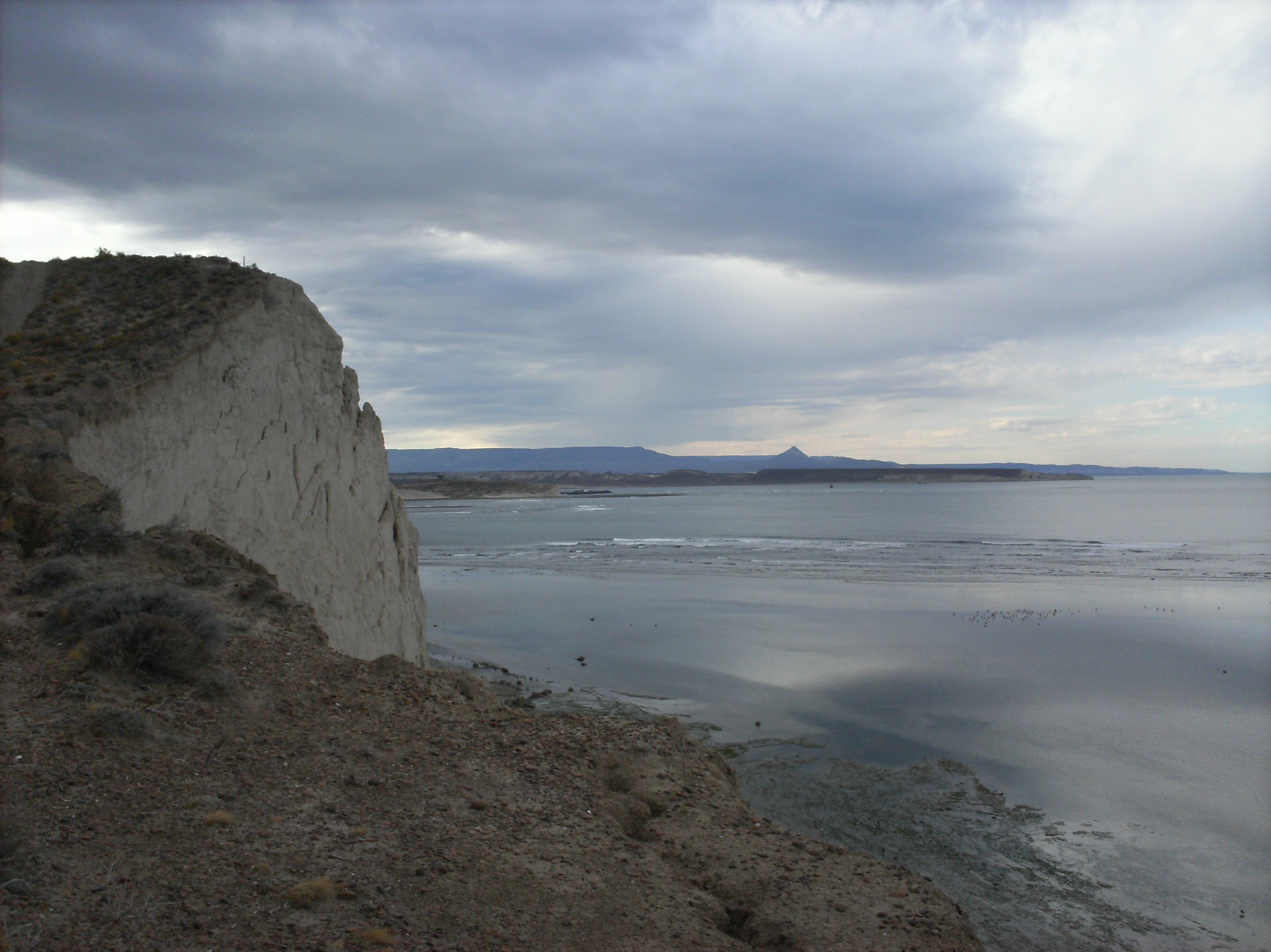
La playa de cabo San Jorge, en Caleta Córdova, se puede ver al pico Salamanca.